# Öbronsduva
Öbronsduva (Columba malherbii) är en fågel i familjen duvor inom ordningen duvfåglar.

## Utbredning
Öbronsduvan förekommer på öarna São Tomé, Príncipe och Pagalu i Guineabukten.

## Status
IUCN kategoriserar arten som livskraftig.

## Namn
Artens vetenskapliga namn hedrar den franska ornitologen Alfred Malherbe (1804-1866). Fram tills nyligen kallades den malherbeduva även på svenska, men justerades 2022 till ett enklare och mer informativt namn av BirdLife Sveriges taxonomikommitté.